# 白い花 (ZONEの曲)
「白い花」（しろいはな）は、日本のガールズロックバンド・ZONEのメジャー8作目（通算9作目）のシングル。

## 概要
- 前作「証」から2ヶ月ぶりのシングルで、アルバム『O』との同時発売[注 1]。
- 表題曲はゲームソフト『ファイナルファンタジータクティクスアドバンス』のイメージソングに起用され、初のゲームソフトのタイアップを手掛けた。また、表題曲にタイアップが付くのは「一雫」以来2作ぶりとなった。
- 初回生産限定盤と通常盤の2形態で発売された。初回生産限定盤には特典としてアルバム『O』の全曲ダイジェストとメンバーによる楽曲解説が収録されたCDが同梱された。
- オリコン初登場3位を獲得。4作連続、通算5作目のトップ3入りを果たした。

## 収録曲
1. 白い花 [4:51]
作詞・作曲：町田紀彦
編曲：大坪直樹
2. 空想と現実の夜明け [3:23]
作詞：千空
作曲：渡辺未来
編曲：高橋KATSU
3. 白い花 (backing track) [4:51]
作曲：町田紀彦
編曲：大坪直樹
表題曲のバッキングトラックバージョン。
4. 空想と現実の夜明け (backing track) [3:20]
作曲：渡辺未来
編曲：高橋KATSU
カップリング曲のバッキングトラックバージョン。

## タイアップ
- ゲームボーイアドバンス専用ゲームソフト『ファイナルファンタジータクティクスアドバンス』イメージソング (#1)

## 収録アルバム
- N (#1 acoustic ver.)
- E 〜Complete A side Singles〜 (#1)
- ura E 〜Complete B side Melodies〜 (#2)
- ZONEトリビュート〜君がくれたもの〜 (Disc2 #1)